# 膜ろ過
膜ろ過（まくろか）とは、穴のあいた膜を用いてろ過するもので、浄水技術の一つである。
水道では比較的新しい技術で、家庭用の浄水器で使われている。

## 概要
膜は、空いている穴の大きさによって除去できる不純物サイズがそれぞれ異なり、精密ろ過膜（MF膜）、限外ろ過膜（UF膜）、ナノろ過膜（NF膜）、逆浸透膜（RO膜）の4種類ある。
精密ろ過膜（MF膜）と限外ろ過膜（UF膜）は主に濁りや菌を取り除ける。

ナノろ過膜（NF膜）と逆浸透膜（RO膜）は濁りだけでなく溶け込んでいる成分も取り除ける。
最も穴の小さい逆浸透膜（RO膜）は、高次処理をしなくとも消毒副生成物の原因となる物質を完全に取り除けて、安全な水を供給することや海水から淡水をつくることに使われている。

膜ろ過は、エネルギー消費の多さ、ハンドリング、維持などにかかるコストの面から、海外に比べると日本での採用率は低い。